# Brignano Gera d’Adda
Brignano Gera d’Adda – miejscowość i gmina we Włoszech, w regionie Lombardia, w prowincji Bergamo.
Według danych na styczeń 2009 gminę zamieszkiwało 5798 osób przy gęstości zaludnienia 491,4 os./1 km².